# Totentanz (Lovis Corinth)

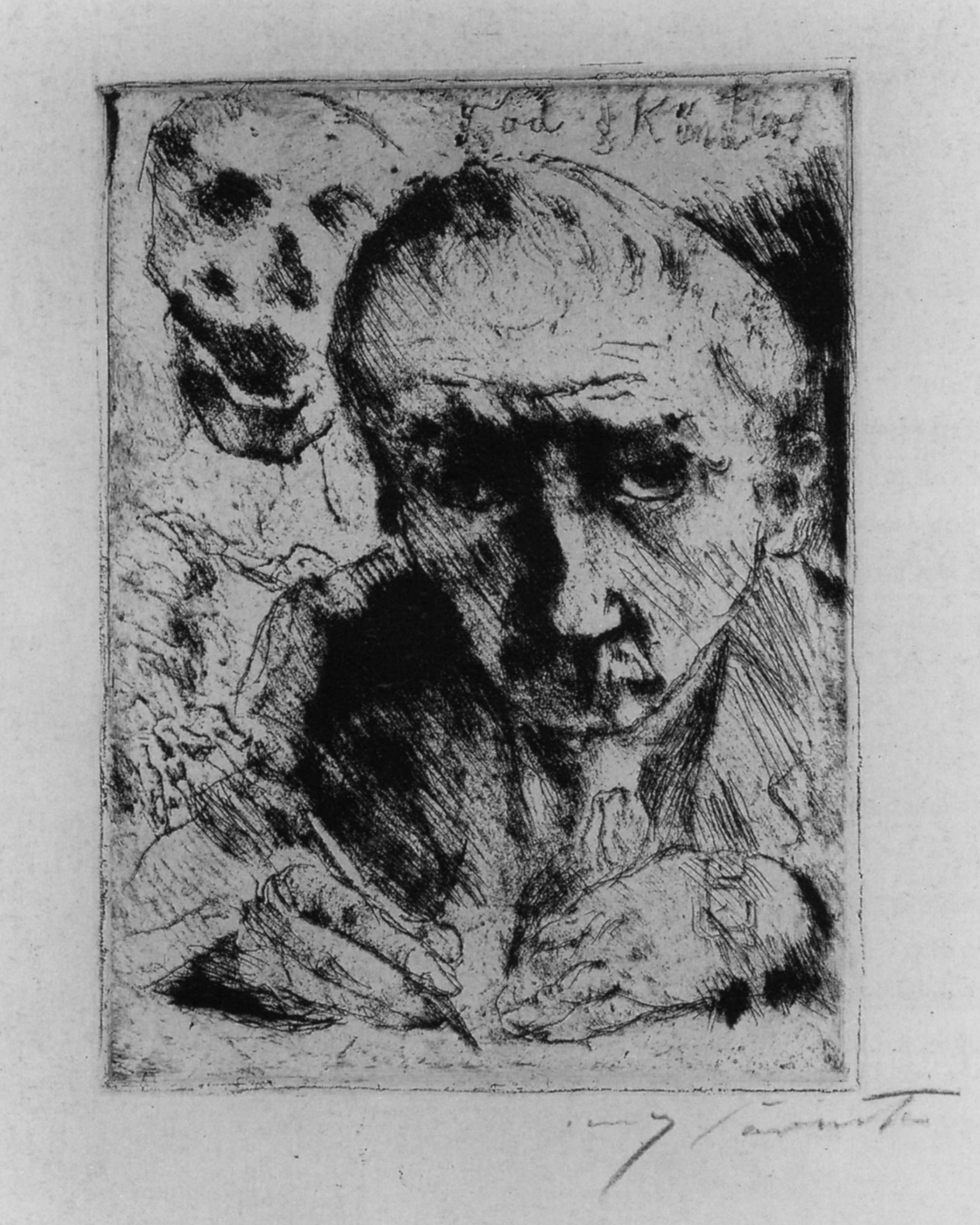
Tod und Künstler

Der Totentanz ist eine Sammlung von Radierungen, die der deutsche Künstler Lovis Corinth im Jahr 1922 beim Euphorion Verlag als Mappe veröffentlichte. In sechs Bildern beschäftigte sich Corinth in diesem Werk mit dem Tod und seiner Wirkung auf den Menschen. Die veröffentlichte Mappe enthielt allerdings nur fünf verschiedene Bilder, die Radierung Tod bei Strucks wurde nach sieben Probedrucken durch die Version Tod und Paar ersetzt und die Radierplatte wurde zerstört.

## Beschreibung  der Bilder
Alle Radierungen sind als Kaltnadelradierungen auf Japanpapier entstanden und haben eine Größe von 24 × 17,6 Zentimetern. Im ersten Bild Tod und Künstler kombiniert er die Kaltnadeltechnik zudem mit der Vernis-mou-Radierung, wie es der in zwei Bildern der Serie porträtierte Künstler Hermann Struck empfahl. Signiert sind die Blätter handschriftlich unten rechts mit Bleistift oder rotbraunem Buntstift.

### Tod und Künstler
Das erste Bild der Mappe mit dem Titel Tod und Künstler stellt ein Selbstporträt Lovis Corinths dar, bei dem er eine Radierung mit einer Radiernadel anfertigt. Bei dieser Arbeit schaut ihm der Tod in Form eines eher schemenhaft dargestellten Totenschädels über die Schulter und greift ihm zugleich mit einer Hand an den Arm. Corinth trägt am linken Handgelenk eine Armbanduhr, die die in klassischen Totentanzbildern verwendete Sanduhr ersetzt und auf die ablaufende Lebenszeit des Künstlers hinweist. Der Gesichtsausdruck des Künstlers wirkt verzweifelt, verstärkt durch die Schatten, die eine Gesichtshälfte und die Schulter verdunkeln.
Der Griff des Skelettes nach der Schulter wirft Fragen über eine mögliche Intention auf. „Fordert der Tod sein Recht vom Künstler, während dieser noch arbeitet? Oder wird der Künstler von der Gewißheit des nahenden Todes zu größeren Leistungen angespornt?“

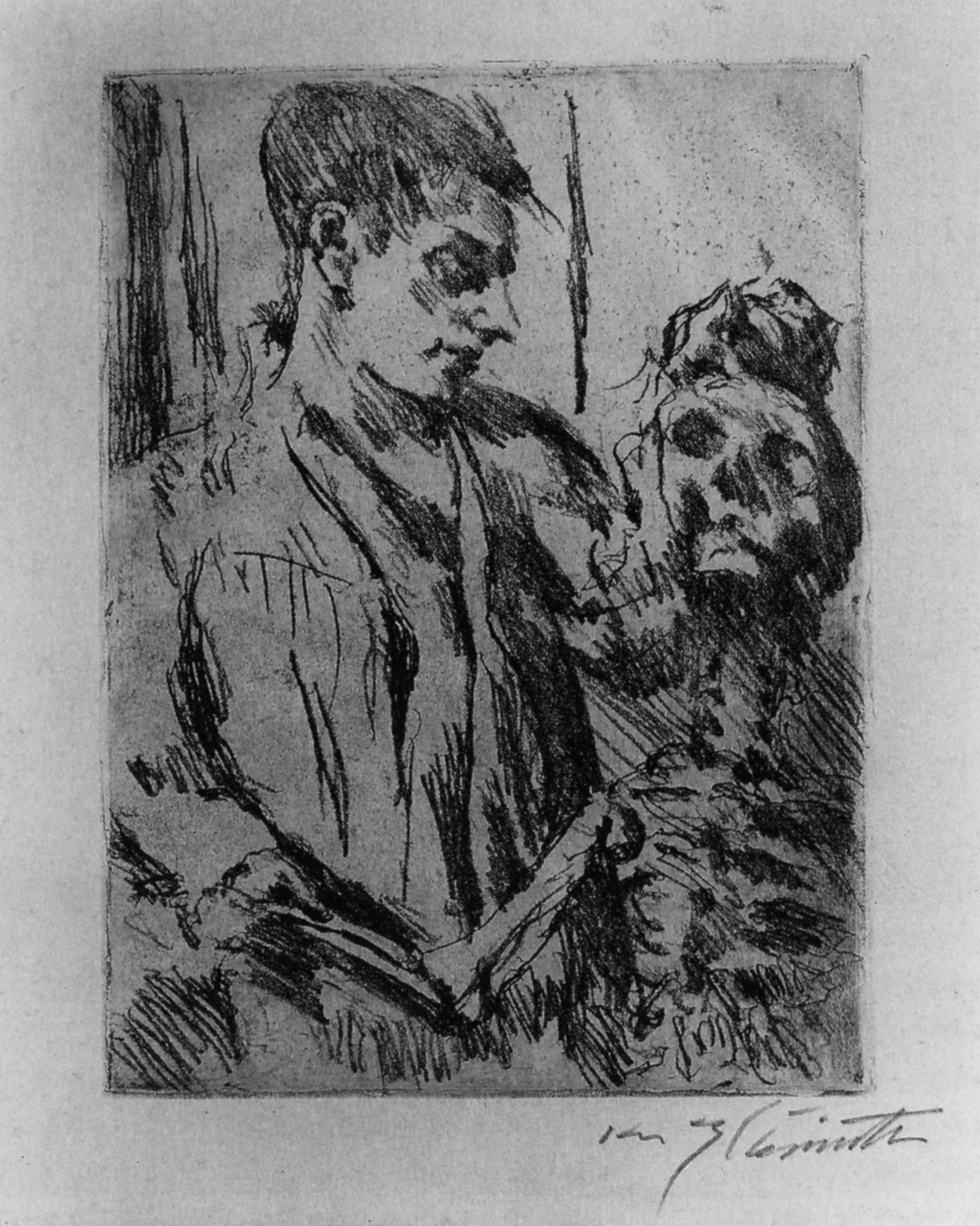
Tod und Jüngling

### Tod und Jüngling
In Tod und Jüngling porträtiert Corinth seinen Sohn Thomas Corinth, der neben einem Skelett steht und diesem die Hand gibt. Der Umgang mit dem Gerippe ist spielerisch, der Junge ist weder ängstlich noch verzweifelt, sondern scheint nur interessiert an dem Skelett zu sein. Das Skelett selbst wirkt weniger wie der Tod, sondern eher wie ein Modell für den Anatomieunterricht und stellt auf diese Weise eine Parallele zu dem Selbstporträt mit Skelett dar, das Corinth 1896 von sich anfertigte. Die helle Darstellung der Radierung steht im Gegensatz zu allen anderen Bildern der Mappe und unterstreicht die Unbekümmertheit der Szene ebenfalls.

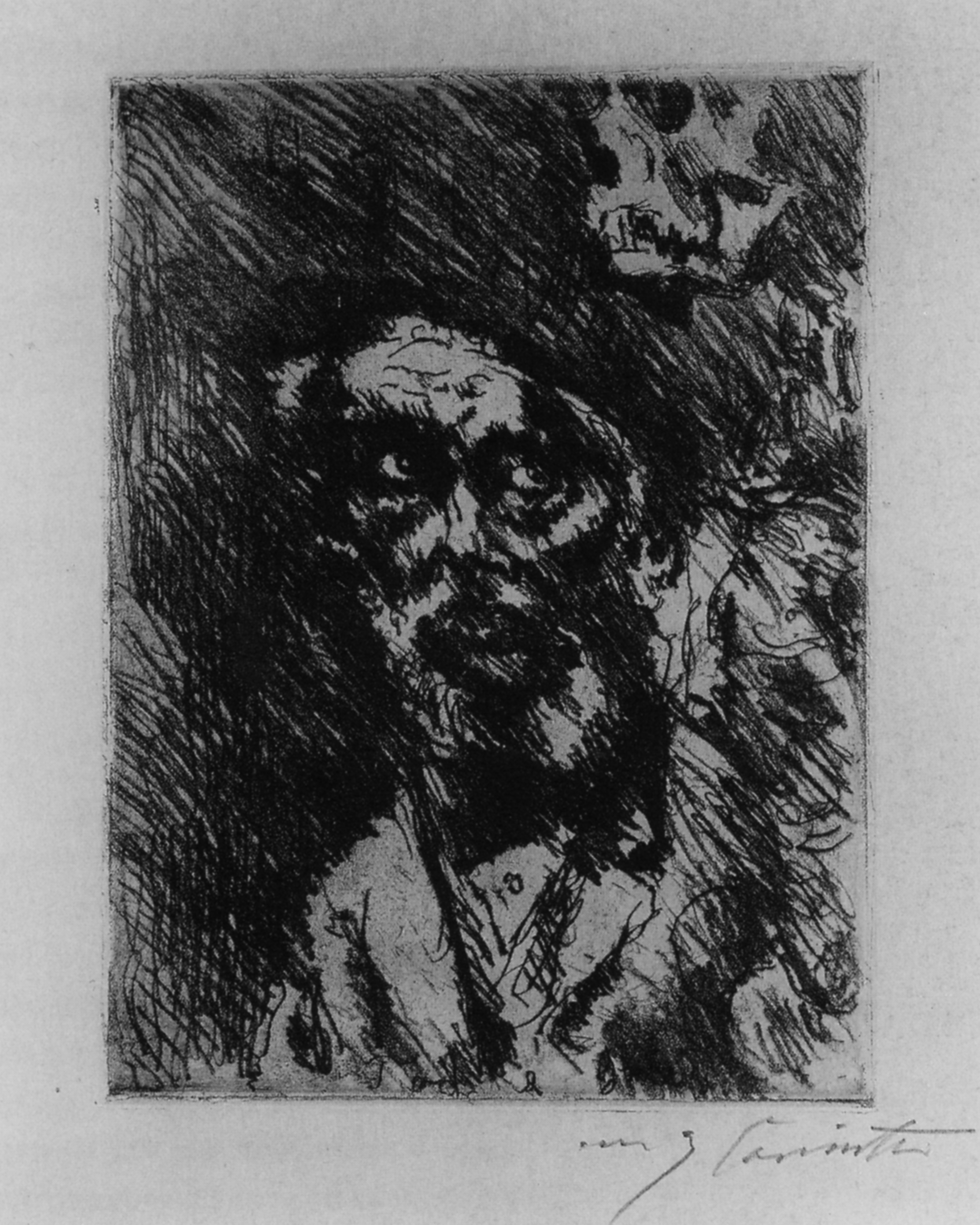
Tod und Greis

### Tod und Greis
Der Tod und Greis erscheint thematisch und atmosphärisch als Gegensatz zum Tod und Jüngling. Dargestellt ist auf diesem Blatt wahrscheinlich der Vater des Künstlers Franz Heinrich Corinth, der bereits 1899 verstarb. Dieser nimmt das Zentrum des Bildes ein und blickt ängstlich auf das im Vordergrund aufragend stehende Gerippe. Der Tod blickt den Mann nicht an, sein Blick geht starr geradeaus und ignoriert die Angst des alten Mannes. Verstärkt wird die düstere Atmosphäre durch den Schatten, der fast das gesamte Bild einnimmt und verdüstert, und dabei auch den Körper des Greises fragmentiert.

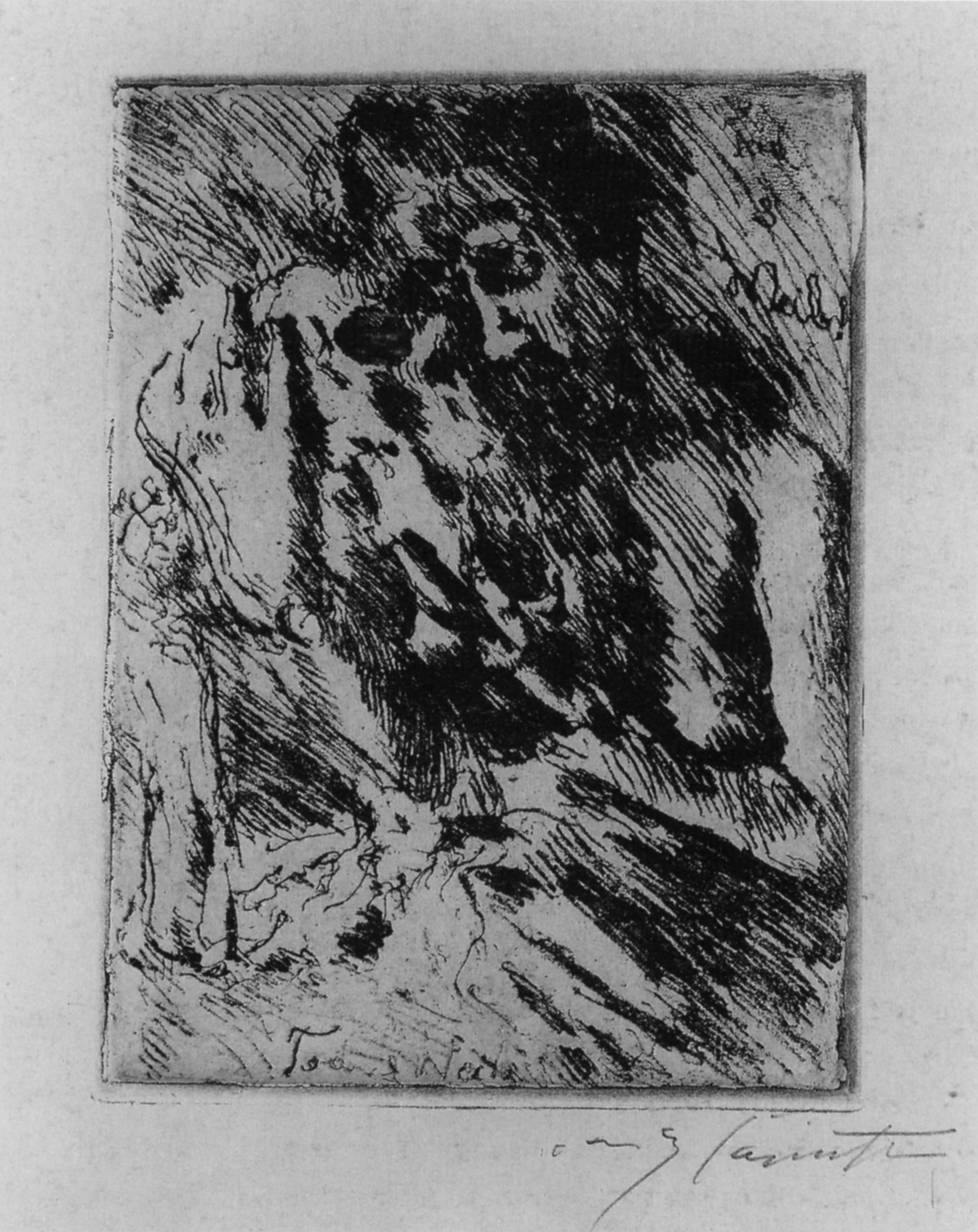
Tod und Weib

### Tod und Weib
Das Bild Tod und Weib zeigt eine unbekleidete Frau, die ein Skelett in inniger Umarmung hält. Bis über die Oberschenkel ist sie durch eine Bettdecke abgedeckt, die durch den Faltenwurf erkennbar ist. Der Blick der Frau ist verträumt und sehnsüchtig, der Schädel des Todes durch ihr Gesicht halb verdeckt. Dargestellt ist die Ehefrau des Künstlers Charlotte Berend-Corinth und wie im ersten Bild der Serie, Tod und Künstler, ihr Mann, trägt sie auf diesem Bild eine Armbanduhr, um das Verstreichen der Lebenszeit zu demonstrieren.
Das Bild wird auf die Weise interpretiert, dass die Ehefrau dem Tod weder ängstlich noch erwartend entgegentritt. Stattdessen erwartet sie ihr Ableben und das ihres Mannes, der im Bild bereits als Skelett dargestellt ist, und steht ihm nicht ablehnend gegenüber. Die Atmosphäre des Bildes ist zwiespältig, dunkle Bereiche stellen pessimistische Schatten dar, während hellere Bereiche Optimismus ausstrahlen sollen.

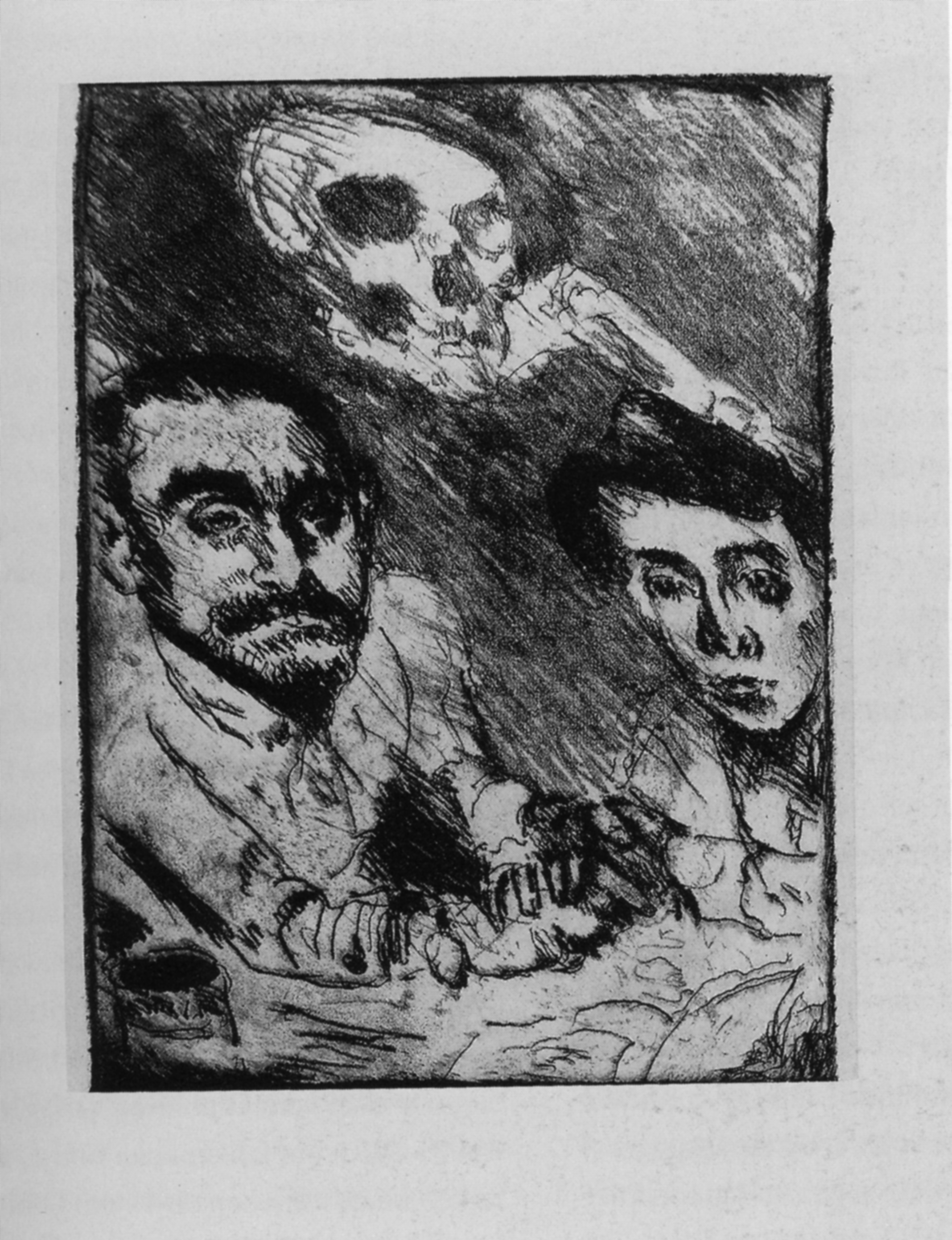
Tod bei Strucks

### Tod bei Strucks
In zwei Bildern der Serie stellte Lovis Corinth das befreundete Ehepaar Hermann und Mally Struck dar, die dem Tod gegenübergestellt werden. Hermann Struck war Corinths Lehrer beim Radieren und brachte ihm das graphische Arbeiten näher, um ihn von seinen Fehlschlägen abzulenken. Gleichzeitig war er als Jude für Corinth eine Informationsquelle bei Fragen zum Alten Testament der Bibel, die bei seiner Arbeit an historischen und biblischen Bildern auftauchten. Corinth schrieb über Hermann Struck:
„Struck ist ein enthusiasmierter, passionierter Graphiker. Wenn er in jemand einen Sinn für Graphik wittert, so zwingt er ihn förmlich in diese Kunst. Seine rastlose Energie hat auch mich bezwungen, und er hat mein Können für die Nadel wieder erobert. Er dedizierte mir sogar einen wunderschönen Diamanten, den ich bis dahin nur vom Hörensagen kannte.“

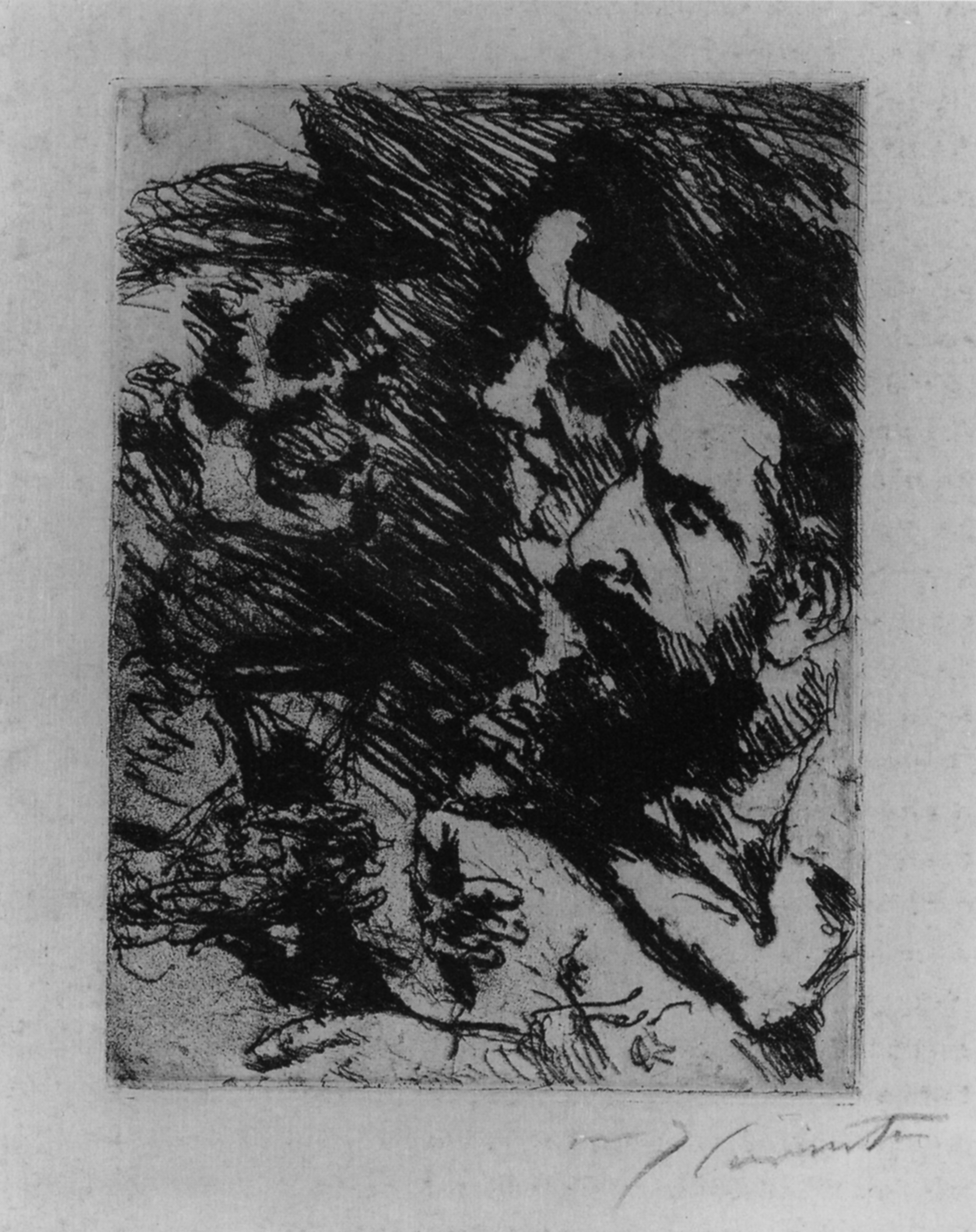
Tod und Paar

Auf dem Bild sitzen Hermann und Mally Struck gemeinsam am Tisch, vor ihnen befindet sich ein aufgeschlagenes Buch. Der Tod schwebt als schemenhafter Totenschädel über den beiden; sie wenden den Blick zwar vom nahenden Tod ab, zeigen jedoch keine Angst oder Bestürzung. Vielmehr erwarten sie den Tod mit entspannter Ruhe, während sie sich an den Händen halten und in dem Buch, wahrscheinlich der Bibel, lesen.
Das Bild existiert heute nur in sieben Kopien, die allesamt Probedrucke für die Mappe Totentanz darstellten. Diese Drucke wurden den ersten sieben Exemplaren der Mappe beigelegt, die 1922 erschien, danach wurde auf Wunsch von Corinth die Druckplatte zerstört. In den weiteren Ausgaben ersetzte er dieses Bild durch eine zweite Version, das Bild Tod und Paar.

### Tod und Paar
Auch die zweite Version stellt das Paar Hermann und Mally Struck dar. Anders als in der früheren Version Tod bei Strucks schauen beide diesmal allerdings dem Tod in Form eines massiven Knochenmannes mit Hut direkt in die Augen. Wie im ersten Bild halten sich die beiden an den Händen und machen sich auf diese Weise gegenseitig Mut, dem nicht zu verhindernden Tod stehen sie entsprechend nicht ängstlich, sondern erwartend gegenüber. Der Tod hält ein Stundenglas in der Hand und erinnert damit an die verstreichende Lebenszeit wie dies bei zwei anderen Bildern dieser Serie durch die Armbanduhr geschieht.

## Entstehung und Einbettung in das Werk Corinths

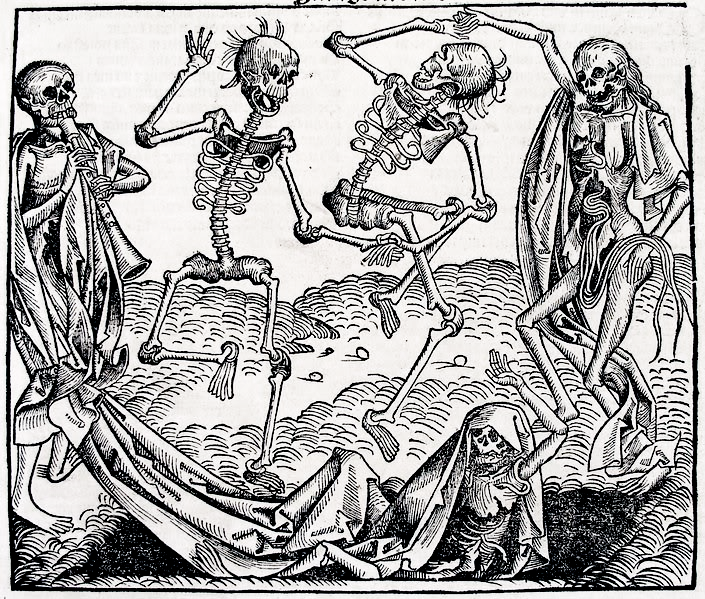
Michael Wolgemut: Imago mortis, Holzschnitt aus Hartmann Schedel, "Buch der Cronicken ...", 1493

Lovis Corinth griff in seiner Mappe das traditionell sehr verbreitete Motiv des Totentanzes (Danse macabre) auf, das in der Malerei bis weit in das frühe Mittelalter zurückreicht. Im Normalfall werden in diesen Bildern Paare aus lebenden Menschen und Skeletten abgebildet, seltener auch nur Skelette, die im Tanz begriffen sind. Sie stellen dabei eine Allegorie auf die Vergänglichkeit des Lebens dar, die durch das Skelett abgebildet wird (Memento mori). Ein zentraler Inhalt ist die Botschaft, dass der Tod keinen Unterschied macht zwischen jungen und alten Menschen oder zwischen unterschiedlichen gesellschaftlichen Schichten, entsprechend werden im Totentanz immer alle Menschen angesprochen. In Corinths Mappe wird dies durch die unterschiedlichen Personen symbolisiert, die mit dem Tod konfrontiert werden.

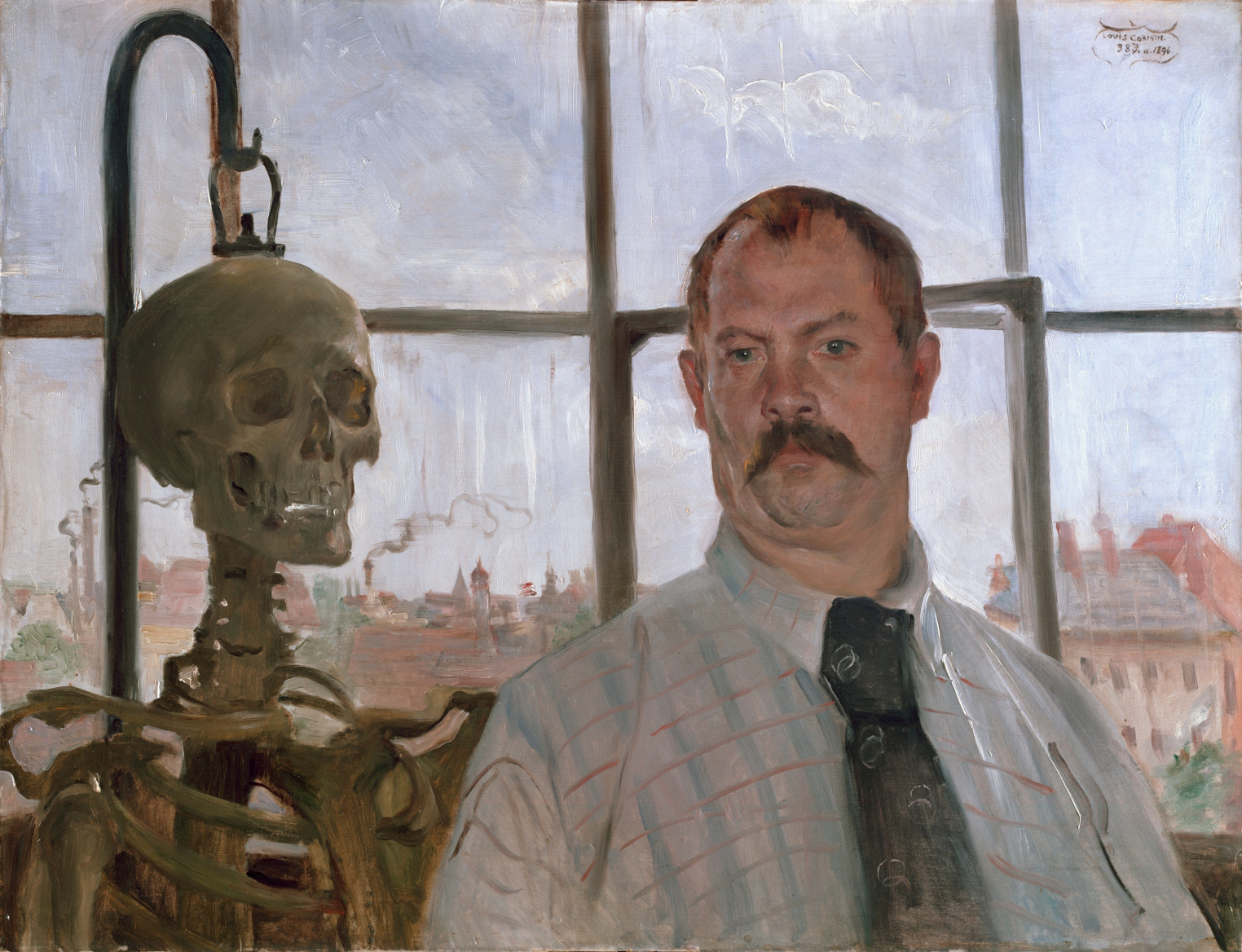
Lovis Corinth: Selbstporträt mit Skelett, 1896

In Corinths Totentanz wird mit dieser Tradition gebrochen. Die Bilder stellen zwar auch hier Menschen und Skelette, meist nur präsent durch vage Totenschädel, dar, diese treten jedoch bei den meisten Bildern nicht direkt mit den Menschen in Aktion, sondern erscheinen im Hintergrund als bedrohende Schatten. Eine Ausnahme bildet dabei Tod und Jüngling, bei dem ein junger Mann spielerisch mit einem präparierten Skelett umgeht. Bei diesem Bild besteht eine deutliche Parallele zum Selbstporträt mit Skelett, das Corinth 1896 malte und auf dem er sich neben einem Skelett zeigte, das an einem Ständer aufgehängt ist.